# Лариса Йон
Лариса Йон (на английски: Larissa Ione) е американска писателка на произведения в жанра фентъзи и съвременен паранормален любовен роман. С писателката Стефани Тайлър пише еротични паранормални любовни романи под псевдонима Сидни Крофт (Sydney Croft).

## Биография и творчество
Лариса Йон (вероятно псевдоним) е родена на 12 август 1982 г. в малка ферма в Орегон, САЩ. Опитва да пише хоръри от 13-годишна възраст. Завършва колеж.
Работи като метеоролог във военновъздушните сили на САЩ. Често изпълнява функции на доброволец към отделението за спешна помощ и като професионален треньор на кучета. Съпругът ѝ е служител към бреговата охрана на САЩ, поради което често се местят из страната. Заедно с работата си, преследвайки мечтата си да пише, се присъединява към Асоциацията на писателите на любовни романи, посещава групи и лекции за писатели и дори работи по някои технически наръчници за военна и национална метеорологична служба. Първите ѝ разкази се печатат в списанията „като The Canine Journal“ и „Dog Fancy“, и в онлайн публикации в „Writing-World.com“.
Първият ѝ роман „Riding the Storm“ от сборната еротичната поредица „АКРО“, е написан в съавторство с писателката Стефани Тайлър под псевдонима Сидни Крофт, и е издаден през 2007 г. Романите от поредицата са със самостоятелни сюжети, обединени около агенцията.
През 2008 г. е издаден първият ѝ роман „Безгранично удоволствие“ от поредицата „Демоника“. Втората и третата част от поредицата стават бестселъри в списъците на „Ню Йорк Таймс“.
Лариса Йон живее със семейството си в Уисконсин.

## Произведения

### Серия „Демоника“ (Demonica / Lords of Deliverance)
1. Pleasure Unbound (2008)
Безгранично удоволствие, изд. „Еклиптик“ (2015), прев. Тони Цонева-Савова
2. Desire Unchained (2009)
Неудържимо желание, изд. „Еклиптик“ (2018), прев. Тони Цонева-Савова
3. Passion Unleashed (2009)
4. Ecstasy Unveiled (2010)
5. Sin Undone (2010)
6. Eternal Rider (2011)
7. Immortal Rider (2011)
8. Lethal Rider (2012)
9. Rogue Rider (2012)
10. Reaver (2013)
11. Revenant (2014)

### Серия „Кланът на Вампирите на лунния път“ (Moonbound Clan Vampires)
1. Bound By Night (2013)
2. Chained by Night (2014)
3. Forsaken by Night (2017)

### Серия „Демоника Подземен свят“ (Demonica Underworld)
1. Azagoth (2014)
2. Hades (2015)
3. Z (2016)
4. Razr (2017)
5. Hawkyn (2018)
6. Her Guardian Angel (2018)
7. Cipher (2019)

### Участие в общи серии с други писатели

#### Серия „Наближаваща буря“ (Rising Storm)
5. Calm Before the Storm (2015)
от серията има още 9 романа от различни автори

#### Серия „Наближаваща буря 2“ (Rising Storm: Season 2)
2. Storm Warning (2016)
от серията има още 7 романа от различни автори

#### Серия „Наближаваща буря: Средновековие“ (Rising Storm: Midseason)
2. Distant Thunder (2016)

### Сборници
- Supernatural (2011) – с Дж. А. Ейкън, Жаклин Франк и Александра Иви
- Blood Red Kiss (2016) – с Кресли Коул и Джена Шоуолтър

### Като Сидни Крофт

#### Серия „АКРО“ (ACRO)
- Riding the Storm (2007)
- Unleashing the Storm (2008)
- Seduced by the Storm (2008)
- Taming the Fire (2009)
- Tempting the Fire (2010)
- Taken by Fire (2011)
- Three the Hard Way (2014)